# Локалидад син Номбре, Гонзало Карденас С. (Акала)
Локалидад син Номбре, Гонзало Карденас С. (шп. Localidad sin Nombre, Gonzalo Cárdenas S.) насеље је у Мексику у савезној држави Чијапас у општини Акала. Насеље се налази на надморској висини од 500 м.

## Становништво
Према подацима из 2005. године у насељу су живела 4 становника.

### Хронологија
| Година       | 2000 | 2005 |
| ------------ | ---- | ---- |
| Становништво | 2    | 4    |

### Попис
| # | Индикатор                        | Вредност |
| - | -------------------------------- | -------- |
| 1 | Укупно појединачних домаћинстава | 1        |